# Zamek w Castro Marim
Zamek w Castro Marim (port: Castelo de Castro Marim) – średniowieczny zamek w miejscowości Castro Marim, w dystrykcie Beja, w portugalskim regionie Algarve. Zamek był częścią linii obronnej kontrolowanej przez Templariuszy, fortecą używaną podczas portugalskiej rekonkwisty i przystosowany w czasie wojny hiszpańsko-portugalskiej do obrony granic.
Zamek położony jest w pobliżu ujścia rzeki Gwadiana. Budynek jest klasyfikowany jako Pomnik Narodowy od 1911.